# Eneco Tour 2005
La 1.ª edición del Eneco Tour, inscrita en el nuevo calendario del UCI ProTour, se desarrolló del 3 al 10 de agosto de 2005 sobre una distancia de 1186 km. Tomó el relevo de la Vuelta a Holanda, organizada desde 1948.
El ganador final fue Bobby Julich (quien logró su victoria tras hacerse con la última etapa contrarreloj). Le acompañaron en el podio Erik Dekker y de Leif Hoste, respectivamente.
En las clasificacioens secundarias se impusieron Allan Davis (puntos), Christian Vande Velde (montaña), y Thomas Dekker (jóvenes).

## Equipos participantes
Tomaron parte en la carrera 23 equipos: los 20 de categoría UCI ProTour (al tener obligada su participación); más 3 de categoría Profesional Continental mediante invitación de la organización (Shimano-Memory Corp, MrBookmaker.com-SportsTech y Chocolade Jacques-T Interim). Los equipos participantes fueron:
| N.º     | Cód. UCI | Equipo                             |
| ------- | -------- | ---------------------------------- |
| 2-8     | RAB      | Rabobank                           |
| 11-18   | DVL      | Davitamon-Lotto                    |
| 21-28   | QST      | Quick Step                         |
| 31-38   | DSC      | Discovery Channel Pro Cycling Team |
| 41-48   | TMO      | T-Mobile                           |
| 51-58   | GST      | Gerolsteiner                       |
| 61-68   | CSC      | Team CSC                           |
| 71-78   | C.A      | Crédit Agricole                    |
| 81-88   | FDJ      | Française des Jeux                 |
| 91-98   | COF      | Cofidis, Le Crédit par Téléphone   |
| 101-108 | BTL      | Bouygues Telecom                   |
| 111-118 | FAS      | Fassa Bortolo                      |

| N.º     | Cód. UCI | Equipo                         |
| ------- | -------- | ------------------------------ |
| 121-127 | LAM      | Lampre-Caffita                 |
| 131-138 | LIQ      | Liquigas-Bianchi               |
| 141-148 | SDM      | Domina Vacanze                 |
| 151-158 | IBA      | Illes Balears-Caisse d'Epargne |
| 161-168 | LSW      | Liberty Seguros-Würth Team     |
| 171-178 | EUS      | Euskaltel-Euskadi              |
| 181-188 | SDV      | Saunier Duval-Prodir           |
| 191-198 | PHO      | Phonak Hearing Systems         |
| 201-208 | SHM      | Shimano-Memory Corp            |
| 211-218 | MRB      | MrBookmaker.com-SportsTech     |
| 221-228 | JAC      | Chocolade Jacques-T Interim    |

## Etapas
| Etapa   | Fecha        | Recorrido                 | km         | Ganador           | Líder            |
| ------- | ------------ | ------------------------- | ---------- | ----------------- | ---------------- |
| Prólogo | 3 de agosto  | Malinas- Malinas          | 5,7 (CRI)  | Rik Verbrugghe    | Rik Verbrugghe   |
| 1ª      | 4 de agosto  | Geel- Mierlo              | 189,4      | Max van Heeswijk  | Max van Heeswijk |
| 2ª      | 5 de agosto  | Geldrop- Sittard-Geleen   | 182,2      | Simone Cadamuro   | Max van Heeswijk |
| 3ª      | 6 de agosto  | Beek- Landgraaf           | 211,1      | Allan Davis       | Rik Verbrugghe   |
| 4ª      | 7 de agosto  | Landgraaf- Verviers       | 232        | Alessandro Ballan | Rik Verbrugghe   |
| 5ª      | 8 de agosto  | Verviers- Hasselt         | 194        | Max van Heeswijk  | Rik Verbrugghe   |
| 6ª      | 9 de agosto  | Sint-Truiden- Hoogstraten | 195,9      | Stefan van Dijk   | Rik Verbrugghe   |
| 7ª      | 10 de agosto | Etten-Leur- Etten-Leur    | 26,3 (CRI) | Bobby Julich      | Bobby Julich     |

## Clasificaciones finales

### Clasificación general
| Posición | Ciclista              | Equipo                | Tiempo           |
| -------- | --------------------- | --------------------- | ---------------- |
|          | Bobby Julich          | CSC                   | 29 h 08 min 01 s |
| 2        | Erik Dekker           | Rabobank              | a 21 s           |
| 3        | Leif Hoste            | Discovery Channel     | a 41 s           |
| 4        | Thomas Dekker         | Rabobank              | a 54 s           |
| 5        | Michael Blaudzun      | CSC                   | a1 min 07 s      |
| 6        | Rik Verbrugghe        | Quick Step-Innergetic | a 1 min 16 s     |
| 7        | Carlos Barredo        | Liberty Seguros       | a 1 min 22 s     |
| 8        | Jurgen Van Den Broeck | Discovery Channel     | a 1 min 28 s     |
| 9        | Andreas Klier         | T-Mobile              | a 1 min 57 s     |
| 10       | Sergueï Ivanov        | T-Mobile              | a 2 min 12 s     |

### Clasificación por puntos
| Posición | Ciclista         | Equipo                     | Puntos |
| -------- | ---------------- | -------------------------- | ------ |
|          | Allan Davis      | Liberty Seguros-Würth      | 132    |
| 2        | Max van Heeswijk | Discovery Channel          | 90     |
| 3        | Stefan van Dijk  | MrBookmaker.com-SportsTech | 69     |

### Clasificación de la montaña
| Posición | Ciclista        | Equipo            | Pts. |
| -------- | --------------- | ----------------- | ---- |
|          | Jason McCartney | Discovery Channel | 66   |
| 2        | Bart Dockx      | Davitamon-Lotto   | 32   |

### Clasificación de los jóvenes
| Posición | Ciclista              | Equipo                | Tiempo           |
| -------- | --------------------- | --------------------- | ---------------- |
|          | Thomas Dekker         | Rabobank              | 29 h 08 min 55 s |
| 2        | Carlos Barredo        | Liberty Seguros-Würth | a 28 s           |
| 3        | Jurgen Van Den Broeck | Discovery Channel     | a 34 s           |